# Cartigny (Somme)
Cartigny is een gemeente in het Franse departement Somme (regio Hauts-de-France) en telt 652 inwoners (2004). De plaats maakt deel uit van het arrondissement Péronne.

## Geografie
De oppervlakte van Cartigny bedraagt 15,1 km², de bevolkingsdichtheid is 43,2 inwoners per km².
De onderstaande kaart toont de ligging van Cartigny (Somme) met de belangrijkste infrastructuur en aangrenzende gemeenten.

## Demografie
Onderstaande figuur toont het verloop van het inwonertal (bron: INSEE-tellingen).